# イングリット・アウアースバルト
イングリット・アウアースバルト （Ingrid Auerswald、1957年9月2日-）は、東ドイツの陸上競技選手。1980年モスクワオリンピック女子100mで銅メダル、4×100mリレーでは東ドイツチームの一員として金メダルを獲得した選手である。テューリンゲン州イェーナ出身。
1984年ロサンゼルスオリンピックには東ドイツがボイコットしたため出場できなかったが、1988年ソウルオリンピックでは、4×100mリレーで銀メダルを獲得した。

## 主な実績
| 年   | 大会                 | 場所                           | 種目         | 結果 | 記録   |
| ---- | -------------------- | ------------------------------ | ------------ | ---- | ------ |
| 1980 | オリンピック         | モスクワ（ソビエト連邦）       | 100m         | 銅   | 11秒14 |
| 1980 | オリンピック         | モスクワ（ソビエト連邦）       | 4×100mリレー | 金   | 41秒60 |
| 1983 | 世界陸上選手権       | ヘルシンキ（フィンランド）     | 4×100mリレー | 金   | 41秒76 |
| 1986 | ヨーロッパ陸上選手権 | シュトゥットガルト（西ドイツ） | 4×100mリレー | 金   | 41秒84 |
| 1988 | オリンピック         | ソウル（韓国）                 | 4×100mリレー | 銀   | 42秒09 |